# Rick Hendrick
Joseph Riddick Hendrick III (Warrenton, 12 luglio 1949) è un pilota automobilistico statunitense, proprietario della scuderia Hendrick Motorsports.

## Carriera
Dal 1987 al 1988 ha corso nella NASCAR Cup Series, prendendo parte solamente a due gare. Nel 1987 e nel 1995 corre una gara nella NASCAR Xfinity Series e nella NASCAR Camping World Truck Series.
Nel 1984 fonda la scuderia All Star Racing, successivamente rinominata Hendrick Motorsports, con la quale vince dal 1995 al 2010, dieci edizioni della NASCAR Sprint Cup Series.
È il padre del pilota NASCAR Ricky Hendrick, morto in un incidente aereo il 24 ottobre 2004.

## Riconoscimenti
Nel 2017, è stato introdotto nella NASCAR Hall of Fame.